# 台湾新木姜子
台湾新木姜子（学名：Neolitsea acutotrinervia）为樟科新木姜子属下的一个种。

## 扩展阅读
- 維基物種上的相關：台湾新木姜子